# Paragomphus elpidius
Paragomphus elpidius – gatunek ważki z rodziny gadziogłówkowatych (Gomphidae). Występuje w Afryce Subsaharyjskiej – od Demokratycznej Republiki Konga, Ugandy i Kenii na południe po RPA.
W RPA imago lata od grudnia do końca kwietnia. Długość ciała 40 mm. Długość tylnego skrzydła 25 mm.